# Parsonsita
La parsonsita és un mineral de la classe dels minerals fosfats. Va ser descoberta l'any 1923 a la localitat de Shinkolobwe de la província de Katanga (República Democràtica del Congo), sent nomenada així en honor d'Arthur Leonard Parsons (1873–1957), mineralogista canadenc.

## Característiques químiques
És un uranil-fosfat de plom anhidre, o dit d'una altra forma un fosfat d'urani i plom. Per aquesta composició és fortament radioactiu.
Forma una sèrie de solució sòlida amb la hal·limondita (Pb₂(UO₂)(AsO₄)₂·nH₂O), el seu anàleg uranil-arsenat, en la qual la substitució gradual del fòsfor per arsènic va donant els diferents minerals de la sèrie.
Existeix controvèrsia segons les fonts si cristal·litza en el sistema cristal·lí triclínic o en el monoclínic.

## Formació i jaciments
Es forma com a mineral secundari a la zona d'oxidació d'alguns jaciments d'alteració hidrotermal de minerals d'urani.
Sol trobar-se associat a altres minerals com: torbernita, kasolita, dewindtita, autunita, fosfuranilita o piromorfita.

## Usos
Extret de les mines per la importància estratègica de l'urani, ha de manipular-se amb precaució: no ha d'emmagatzemar-se en àrees habitades, evitant la seva inhalació i rentant-se les mans després de la seva manipulació.